# Батальон почётного караула (Хорватия)
Батальон почётного караула (хорв. Počasno-zaštitna bojna) — церемониальное воинское формирование Вооружённых сил Хорватии, которое занимается проведениями протокольных мероприятий на высшем государственному уровне, несением караульной службы и охраной высокопоставленных лиц, в том числе и Президента Хорватии как Верховного главнокомандующего Вооружёнными силами. Состоит из 300 человек, подчиняется прямо Главному штабу Вооружённых сил Республики Хорватия. Профессиональный праздник батальона отмечается 25 февраля.

## Структура
- Командирская группа (командир назначается Верховным главнокомандующим)[2]
- Почётная рота
- Охранная рота
- Рота безопасности
- Рота логистики
- Морская рота почётной охраны

## Оружие
- Самозарядная винтовка PAP M59/66 (вариант СКС)

## Смена караула
Церемония смены караула проводится военнослужащими почётной роты в Загребе на территории между Банскими дворами и Церковью Святого Марка по субботам и в дни государственных праздников в 12:00 по местному времени, в период между 27 мая и 1 октября. В церемонии участвуют три офицера в исторической чёрно-белой униформе и 26 солдат в красной униформе. Офицеры, командир караула и сменщики носят офицерские кинжалы в кожаных ножнах, солдаты носят карабины M59/66.
Почётный караул носит церемониальные исторические униформы, схожие с одеждой хорватской знати и членов Хорватского Сабора эпохи правления Габсбургов в Хорватии (в том числе и эпохи хорватского национального возрождения в XIX веке). Больше всего эта униформа схожа с униформой венгерской королевской лейб-гвардии (Хорватия относилась к венгерским коронным землям). Гвардейская униформа сшита из качественного английского сукна. Красный цвет, изображённый на флаге Хорватии и являвшийся также цветом Загреба до начала XX века, был характерен для униформы хорватских воинских частей Австрийской империи времён войн против Турции. Помимо красного плаща, в униформу караула входят красная шапка с золотым хорватским гербом, белые перчатки и офицерский кинжал..

## Галерея
- Почётный караул перед зданием Министерства обороны Хорватии
- Церемониальная программа во время празднования 20-летия вооружённых сил Хорватии
- Церемониальные одежды
- Батальон почётного караула перед Кафедральным собором Загреба
- Батальон почётного караула на параде в Париже в день взятия Бастилии, 2013 год